# Gloeomucro flavus
Gloeomucro flavus är en svampart som först beskrevs av G.W. Martin, och fick sitt nu gällande namn av R.H. Petersen 1980. Gloeomucro flavus ingår i släktet Gloeomucro och familjen Hydnaceae.   Inga underarter finns listade i Catalogue of Life.